# 早坂秀雄
早坂 秀雄（はやさか ひでお、1932年 - 2009年7月22日）は、日本の物理学者（反重力）。元東北大学工学部助教授。工学博士。北海道出身、その後宮城県に在住。

## 略歴
- 北海道大学理学部卒業
- 東北大学工学部にて研究に従事、退職

国外における役職
- ロシア科学アカデミー学術組織委員
- ロシア科学アカデミー創立200年祝典国際重力会議議長
- アメリカ物理学会論文審査委員
- オープン・ソサエティ財団論文考査委員

## 業績
- 当初放射線工学、原子力を研究していたが、原子力の限界に気付き、他の方法によるエネルギー発生を研究開始。中国の研究者ウーらの原子核β崩壊において対象性が破れているとの研究結果（1955年頃）から回転運動は対称性が破れている可能性に着想し、回転体による対称性の崩壊について研究を開始した。
- その結果を「右回転ジャイロによる重力減衰」（ H. Hayasaka, S Takeuchi. Anomalous weight reduction on a gyroscope's right rotations around the vertical axis on the earth. Phys.Rev.Lett.63:2701-4,1989.）にて発表したが、そのすぐ後に反証実験（Phy.Rev Lett.64.8,825(1990)）が行われ、実験結果は否定された。

## 主な著書
- 「NASAが資金提供を申し出た」宇宙船建造プロジェクト 反重力推進で宇宙に飛び出そう! 出版社：徳間書店 ISBN 419-8624313
- 「宇宙第5の力 反重力はやはり存在した」出版社: 徳間書店（1998年5月） ISBN 419-8608547 など

## 註
1. ↑  小久保温「物理とオカルトの間」、1994